# 圣保罗堂 (布里斯托尔)
圣保罗堂（St Paul's Church）位于英格兰布里斯托尔乔治风格的波特兰广场，建于1789年－1794年，1988年关闭，已荒废失修，为一级登录建筑。 

## 外部連結
维基共享资源上的相關多媒體資源：圣保罗堂